# Ganzeville
Ganzeville – miejscowość i gmina we Francji, w regionie Normandia, w departamencie Sekwana Nadmorska.
Według danych na rok 1990 gminę zamieszkiwały 404 osoby, a gęstość zaludnienia wynosiła 102 osoby/km² (wśród 1421 gmin Górnej Normandii Ganzeville plasuje się na 528. miejscu pod względem liczby ludności, natomiast pod względem powierzchni na miejscu 774.).